# Tanguy Stuckens
 (août 2024).
L'article doit être relu — et modifié si nécessaire — par des contributeurs indépendants pour apporter un regard critique aux contributions effectuées en violation des conditions d'utilisation de Wikipédia, tant sur la forme (notamment concernant le style encyclopédique, la proportionnalité) que sur le fond (la neutralité de point de vue, la qualité et l'indépendance des sources).
Pour les articles homonymes, voir Stuckens.

Tanguy Stuckens, né le 13 novembre 1980 à Schaerbeek, est un homme politique belge, membre du Mouvement réformateur. Il est Président du Collège provincial en Brabant wallon depuis le 15 octobre 2020.

## Biographie

### Jeunesse et études
Citoyen de Waterloo depuis sa naissance, Tanguy Stuckens s'implique dans les jeunes réformateurs libéraux de Waterloo au cours de ses études. Élu Président des Jeunes MR du Brabant wallon en 2004, il occupera cette fonction jusqu'en 2012.
Candidat en droit puis licencié en sciences politiques et relations internationales à l’UCLouvain (durant lequel il effectue un Erasmus à Genève en 2003), il poursuit ses études par un master en études européennes à la KU Leuven.
En 2005, il travaille au Parlement européen pour Frédérique Ries. Un an plus tard, Louis Michel, alors Commissaire européen au développement et à l’aide humanitaire, lui demande de rejoindre son cabinet à la Commission européenne. À la fin de son mandat en 2009, il retrouve le chemin du Parlement européen et redevient le conseiller de la Députée européenne Frédérique Ries. Il quitte cette fonction en 2012 après avoir été élu député provincial en Brabant wallon.

### Vie politique

#### Débuts en politique
En 2006, le bourgmestre de Waterloo, Serge Kubla, le place 25e sur 29 sur la liste communale. Il obtient 678 voix, soit le 10e score de Waterloo toutes listes confondues. Il devient alors président de l’asbl Maison du tourisme de Waterloo, chargé de l’accueil et de la promotion touristique pour les cinq communes de Waterloo, Braine-l'Alleud, Genappe, La Hulpe et Lasne. 

#### Au sein de la province de Brabant wallon
En octobre 2012, il mène la liste du Mouvement réformateur (district de l'ouest Nivelles-Genappe) aux élections provinciales, tout en figurant en 27e position sur la liste MR à Waterloo. Il recueille 5.920 voix à la Province, 994 voix à Waterloo et devient député provincial, chargé de l'accueil de la petite enfance, du handicap, de l'accompagnement des aînés, des affaires sociales, de la culture, de l'égalité des chances, de la santé, de l'économat et du Dernier Quartier Général de Napoléon.
En mars 2018, il est désigné tête de liste du Mouvement réformateur pour l'ouest Nivelles-Genappe aux élections provinciales et figure la 30e place de la liste MR à Waterloo. Il réalise le 1er score de la liste ouest de la Province du Brabant wallon avec 8.508 voix (2.588 voix de plus qu'en 2012) et le 5e score de la liste communale Florence Reuter à Waterloo avec 1.168 voix.
Il est réélu Député provincial du Brabant wallon chargé de la Culture, du Social (seniors, handicap, enfance), de la Santé (PSE, CLPS...), des Cultes et de la laïcité, de l'Égalité des chances, de l'Éducation permanente, de l'Économat, du Centre de prêt, ainsi que du Dernier Quartier Général de Napoléon.
En octobre 2020, à la suite de la nomination de Mathieu Michel au poste de Secrétaire d'État, Tanguy Stuckens devient Président du Collège provincial en Brabant wallon,,, chargé de la Culture, des Ressources humaines, de l'Inclusion et Égalité des chances, du Contrat de développement territorial, de la Sécurité, du Budget et Patrimoine, des Relations publiques ainsi que du Dernier Quartier Général de Napoléon.

#### Autres élections
En mai 2019, il figure à la 7e suppléance sur la liste du Mouvement réformateur à la Région wallonne pour soutenir les listes de Valérie De Bue et de Charles Michel. Il réalise le 2e score des suppléants avec 4.896 voix.
Lors des élections européennes de 2024, il figure en septième position sur la liste du Mouvement réformateur, emmenée par Sophie Wilmès

### Vie privée
Tanguy Stuckens est marié et père de deux enfants. 